# Kierownictwo Odnowienia Zamku Królewskiego na Wawelu
Kierownictwo Odnowienia Zamku Królewskiego na Wawelu – instytucja utworzona w 1905 przez władze lokalne Galicji w celu prowadzenia prac konserwatorskich w zamku wawelskim po jego wykupieniu od austro-węgierskich władz wojskowych; działała do końca 1985. Początkowo nosiła nazwę Kierownictwo Restauracji Zamku na Wawelu.
Kolejnymi Kierownikami Odnowienia Zamku, a następnie dyrektorami Kierownictwa Odnowienia Zamku Królewskiego na Wawelu, byli:
- 1905–1914: Zygmunt Hendel
- 1914–1916: Ignacy Sowiński
- 1916: Karol Skawiński
- 1916–1939: Adolf Szyszko-Bohusz
- 1945–1946: Adolf Szyszko-Bohusz
- 1946–1947: Bohdan Guerquin
- 1947–1951: Witold Minkiewicz
- 1951–1983: Alfred Majewski
- 1984–1985: Tadeusz Przemysław Szafer

Dzięki działalności Kierownictwa odnowiona została większość zabudowań Zamku Królewskiego na Wawelu. W okresie po II wojnie światowej Kierownictwo Odnowienia Zamku Królewskiego prowadziło prace konserwatorskie także w innych zamkach na terenie południowej Polski: w Pieskowej Skale, Baranowie Sandomierskim, Wiśniczu, Niedzicy, Czorsztynie, Suchej Beskidzkiej, Krasiczynie i w zamku Krzyżtopór w Ujeździe.
W 1986 zadanie organizowania prac konserwatorskich w budynkach zamkowych przejęły Państwowe Zbiory Sztuki na Wawelu.